# César Álvarez Dumont
César Álvarez Dumont (Vila Real de Santo António, 28 gennaio 1866 – Marbella, 1945) è stato un pittore spagnolo.

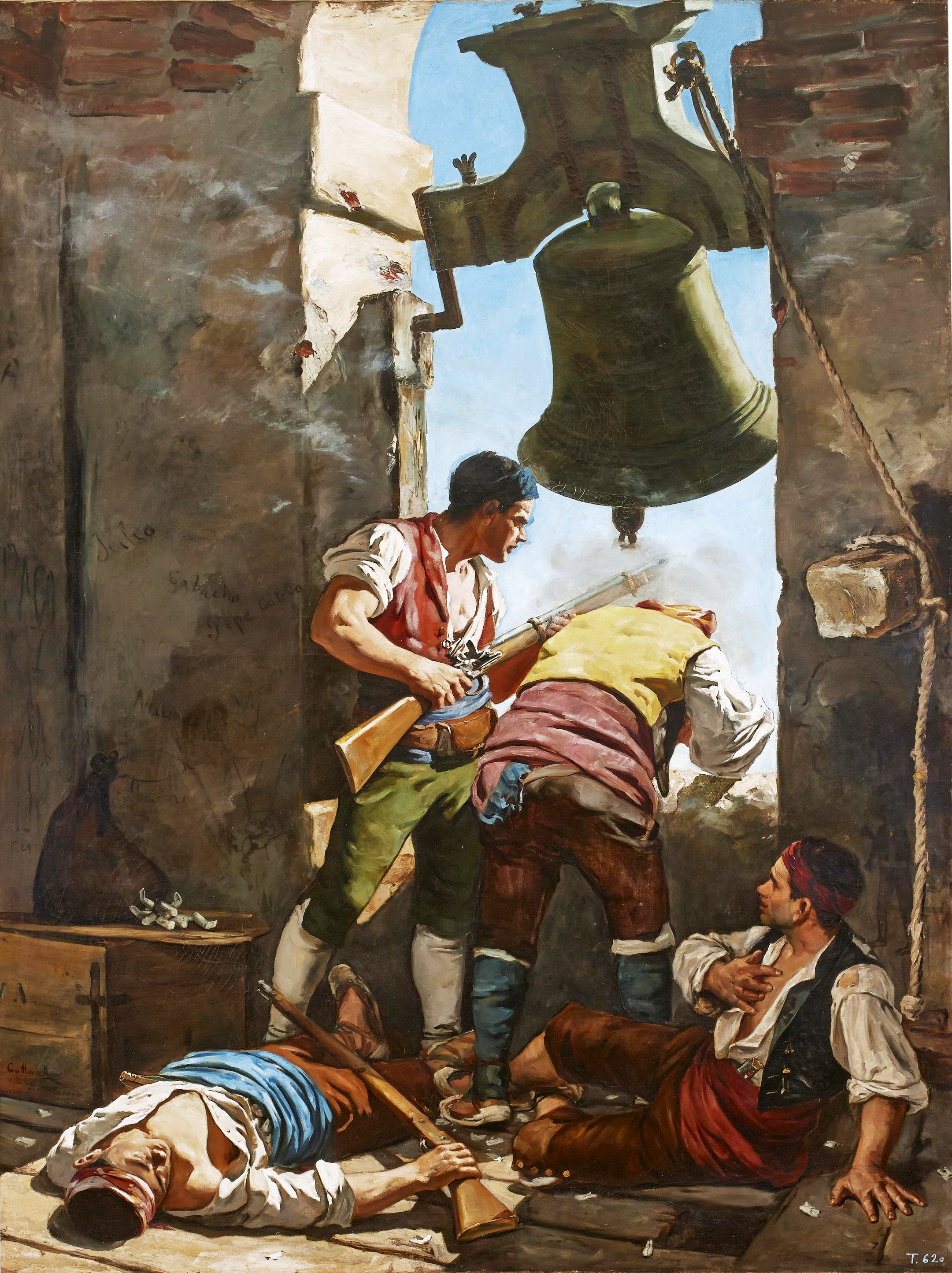
Difesa eroica della torre di San Agustín a Saragozza nella guerra d'indipendenza, 1884

Egli era specializzato nei dipinti a tema storico ma si occupò anche di temi religiosi e profani, pittura decorativa e illustrazioni. Era il fratello di Eugenio Álvarez Dumont, anche lui un pittore.

## Biografia

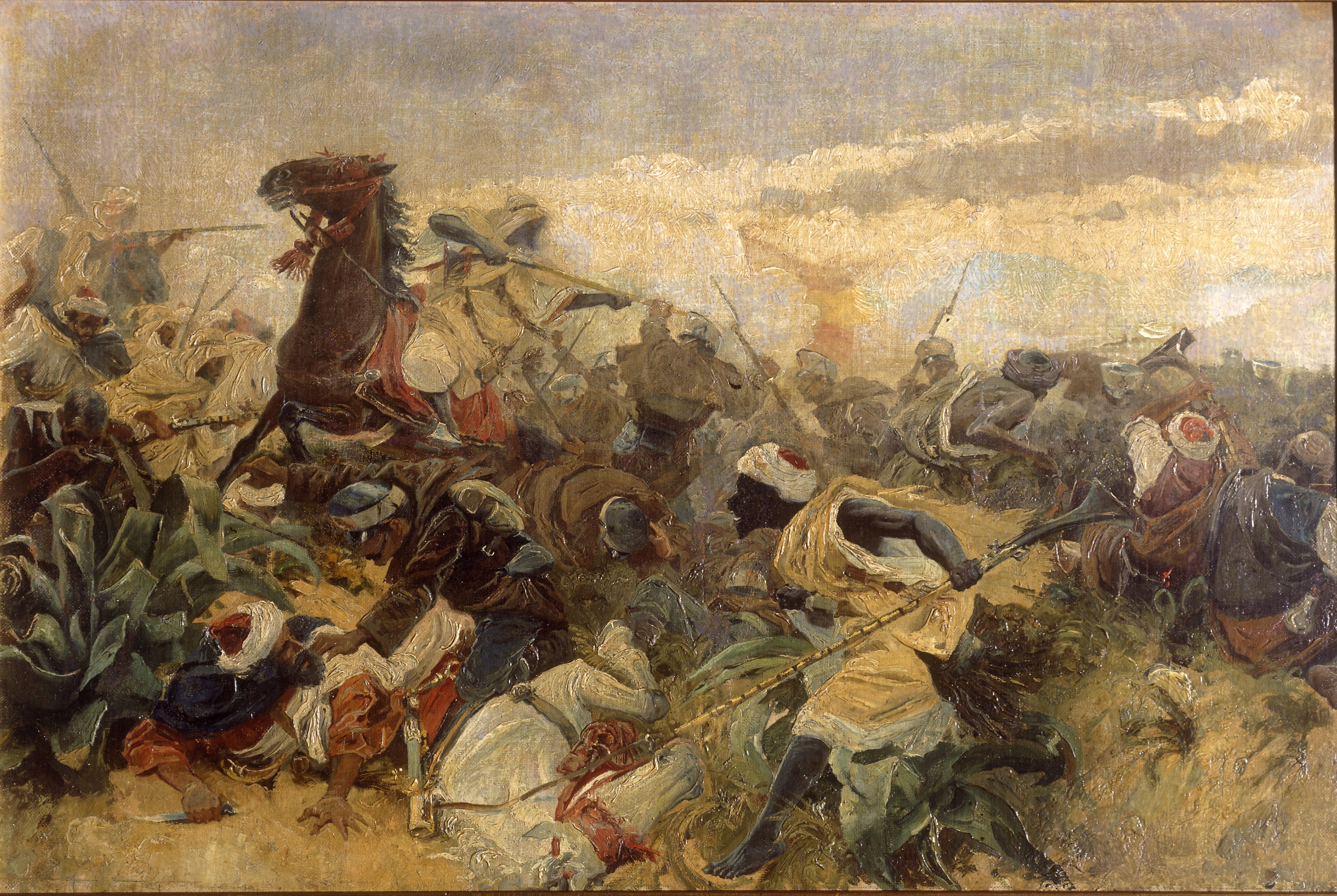
Episodio della guerra d'Africa del 1860, 1889

César Álvarez Dumont nacque nel 1866 a Vila Real de Santo António, in Portogallo. All'inizio egli frequentò la scuola di belle arti di Malaga, poi si trasferì all'accademia reale di San Ferdinando a Madrid. Nel 1895, il consiglio provinciale malaghegno gli conferì una borsa di studio per proseguire gli studi a Roma. Nell'Urbe egli sostituì Alejo Vera y Estaca come direttore dell'Accademia di Spagna.

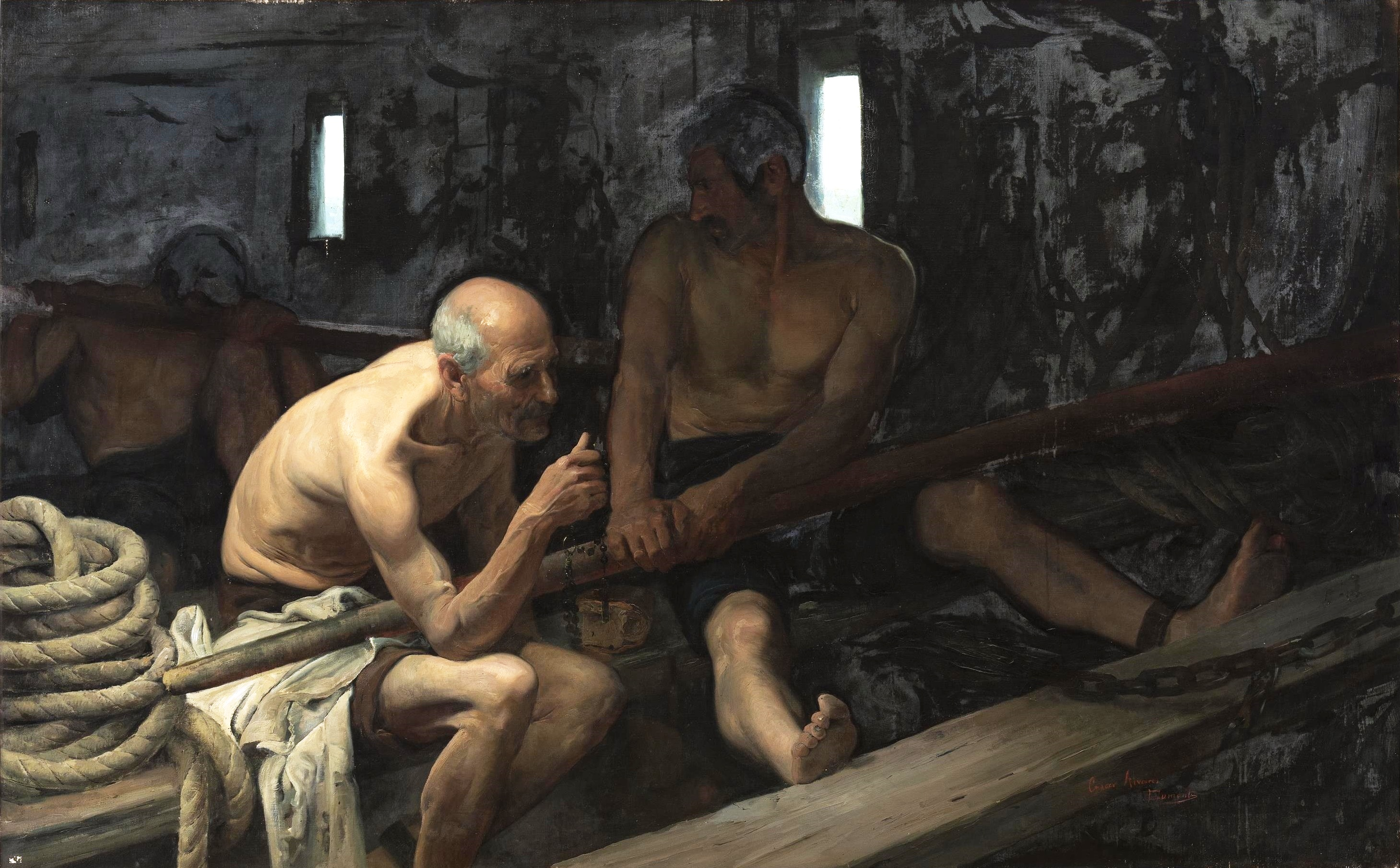
Galeotti, 1897

Dopo aver lasciato Roma, dove aveva dipinto il quadro Galeotti, nel 1897 egli si stabilì a Parigi e nel 1898 fece un viaggio in Africa settentrionale con suo fratello Eugenio. Una volta tornato in Spagna, realizzò i dipinti per la sala delle riunioni del palazzo municipale di Malaga (aventi come soggetto la rivoluzione di settembre del 1868) e realizzò dei disegni e delle illustrazioni per le pubblicazioni dell'epoca.
Egli fu il direttore della scuola di belle arti di Siviglia, di Cadice e di Malaga. Inoltre, Álvarez Dumont partecipò ad alcuni concorsi nazionali e internazionali, ottenendo la medaglia di terza classe alle esposizioni nazionali del 1884 e del 1887 e quella di seconda classe nelle edizioni del 1890 (grazie al dipinto El gran día de Gerona, ispirato agli eventi della guerra d'indipendenza spagnola) e del 1892. Fu premiato anche all'esposizione universale di Scicago del 1893 e a quella di Parigi del 1895. César Álvarez Dumont morì a Marbella nel 1945, all'età di 79 anni.

## Opere
Cadice, Museo di Cadice:

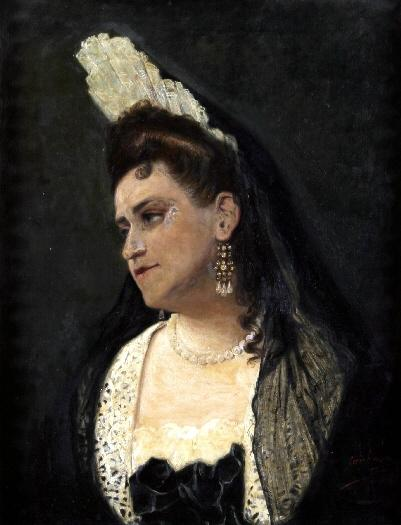
Ritratto di Alejandrina Gessler de Lacroix, ante 1907

- Ritratto di Alejandrina Gessler de Lacroix (ante 1907)

Madrid, Museo del Prado:
- Difesa eroica della torre di San Agustín a Saragozza nella guerra d'indipendenza (1884);
- L'orazione (1884);
- La fiorista (1885);
- L'odalisca (1885);
- Il guerrigliero (1886);
- Difesa del pulpito di San Agustín (1887);

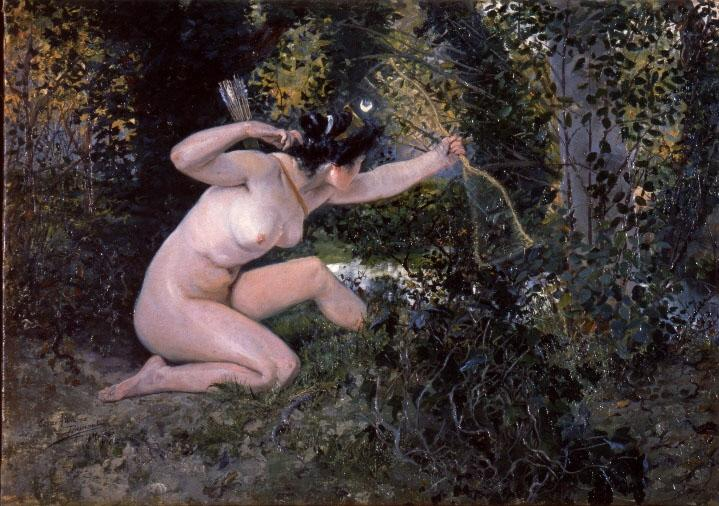
Diana cacciatrice, 1902

- El gran día de Gerona (1890);
- Galeotti (1897);

Madrid, Palazzo del Senato:
- Episodio della guerra d'Africa del 1860 (1889)

Malaga, Museo di Malaga:
- Diana dopo la caccia (1888);
- Diana cacciatrice (1902)

## Curiosità
Nel 2009, le sue opere relative al primo assedio di Saragozza, che furono restaurate per l'occasione, vennero esposte nella Loggia di Saragozza durante le celebrazioni per il bicentenario dall'assedio della città. Il restauro di queste tele rivelò dei dettagli fino ad allora sconosciuti.